# Land Rover Discovery
El Land Rover Discovery es un automóvil todoterreno del segmento E producido por la empresa Land Rover. Este modelo cuenta con cuatro generaciones, y es menos caro que el modelo Range Rover de la misma compañía. Discovery fue introducido a finales de 1989 como modelo 1990. Es el modelo más popular de Land Rover. Es menos todoterreno que el Land Rover Defender, pero es muy competente fuera de carretera. La serie IV de Discovery se vende en América del Norte con el nombre LR4.

## Discovery Serie I (1989-1998)
El Discovery fue introducido en Gran Bretaña en el último trimestre de 1989.La compañía bautizó el vehículo como "Proyecto Jay", y estuvo cerca de llamarse "Highlander" o "Prairie Rover" hasta que se tomó la decisión de mejorar la estrategia y añadir al nombre "Land Rover" el modelo específico (en el lanzamiento del "Defender"). El nuevo modelo estaba basado en el chasis y el tren de propulsión del Range Rover, pero a un precio menor para competir con los todoterrenos japoneses de alta gama como el toyota Land Cruiser,Nissan Patrol y Mitsubishi Montero. 
El Discovery estuvo inicialmente disponible en una versión de tres puertas, en parte para evitar quitar mercado al Range Rover, el cual era más caro. La versión de cinco puertas estuvo disponible al año siguiente (1990). Ambas versiones venían equipadas con cinco asientos, y se posibilitó la opción de añadir dos asientos más en la parte trasera del vehículo. En un movimiento casi único en aquel momento, Land Rover utilizó un asesor externo, Conran Desing Group, para diseñar el interior. La idea era ignorar los diseños interiores de los coches actuales y posicionar el vehículo como un estilo de vida accesorio, un nuevo concepto a finales de la década de 1980 que influyó enormemente en el diseño automovilístico en los años siguientes. El interior del Discovery 1 incorporó un gran número de características originales, a pesar de que, como en todos los proyectos de diseño, muchas ideas mostradas en las maquetas de interior construidas para el Range Rover en los talleres de Conran fueron desechadas, como un compartimento para gafas de sol en el centro del volante (en los modelos anteriores a 1994,los cuales no llevaban airbag). A pesar de ello, el diseño fue aclamado por la crítica y ganó un "British Design Award" en 1989.
Antes de 1994, Discovery estaba disponible con un motor diésel con turbocompresor e inyección directa de 2.5 litros y un gasolina V6 De 150 CV , MOTOR de 3.5 litros. En el Reino Unido, los modelos V8 son comparativamente raros de ver ya que los propietarios de Discovery prefieren motores diésel más económicos. Consecuentemente, los precios de venta de los vehículos con motor V8 eran menores. En América del Norte, la situación era la contraria y la mayoría de los vehículos vendidos estaban equipados con V8. Un motor de dos litros de Rover estuvo disponible durante un tiempo y fue conocido como 2.0 Mpi. Este fue un intento para atraer compradores ya que las leyes sobre impuestos del Reino Unido (y también Italia) beneficiaban a los vehículos de menos de dos litros. 
Una combinación de cambios en los impuestos y el bajo rendimiento del motor ante un vehículo tan pesado condenaron a este motor a desaparecer, a pesar de tener el prestigio de ser el motor que equipaba varios Discovery entregados a la Familia Real Británica, notablemente conducido por Felipe de Edimburgo en el Gran Parque Windsor en su condición de Ranger del parque.

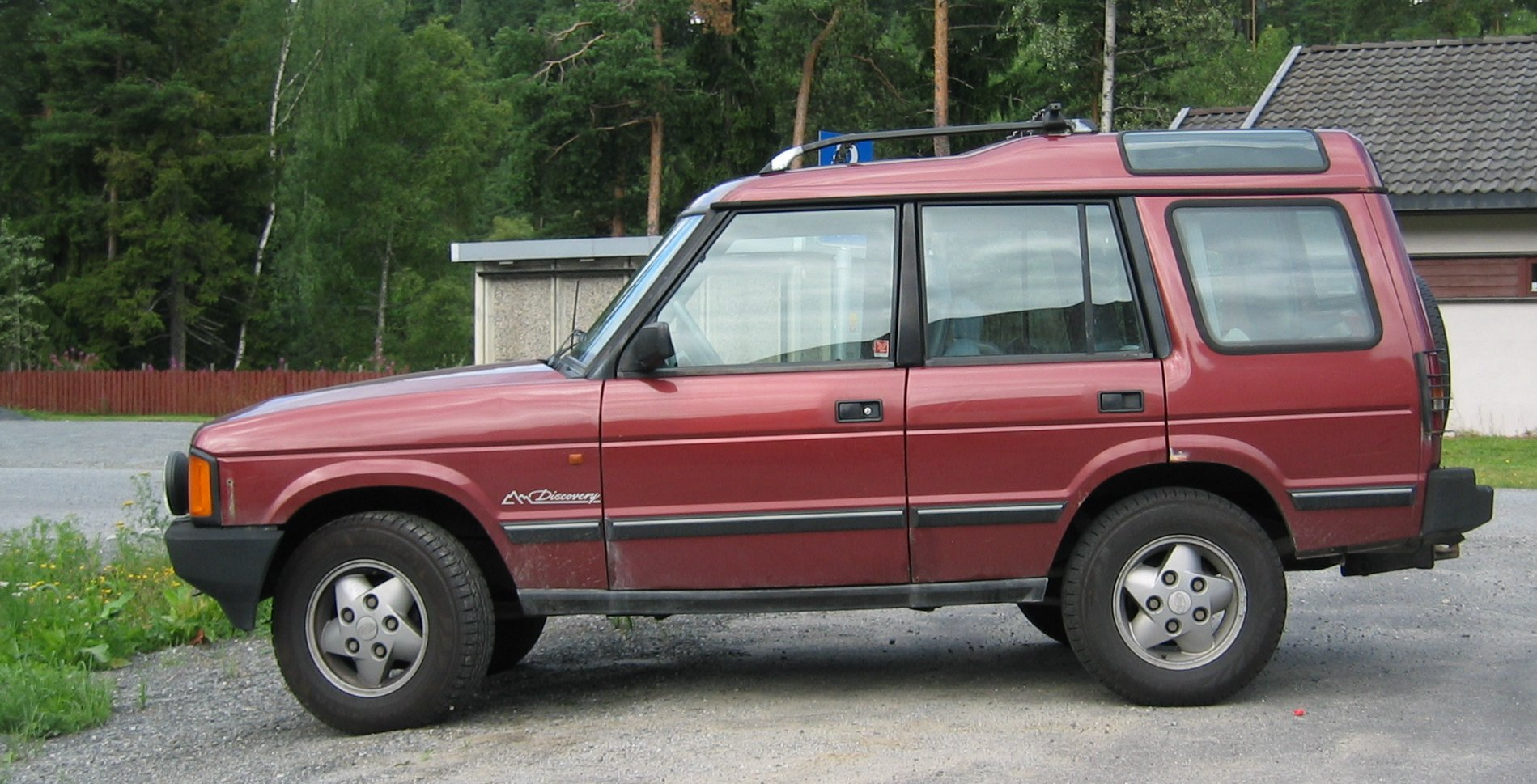
Land Rover Discovery Discovery Serie I.

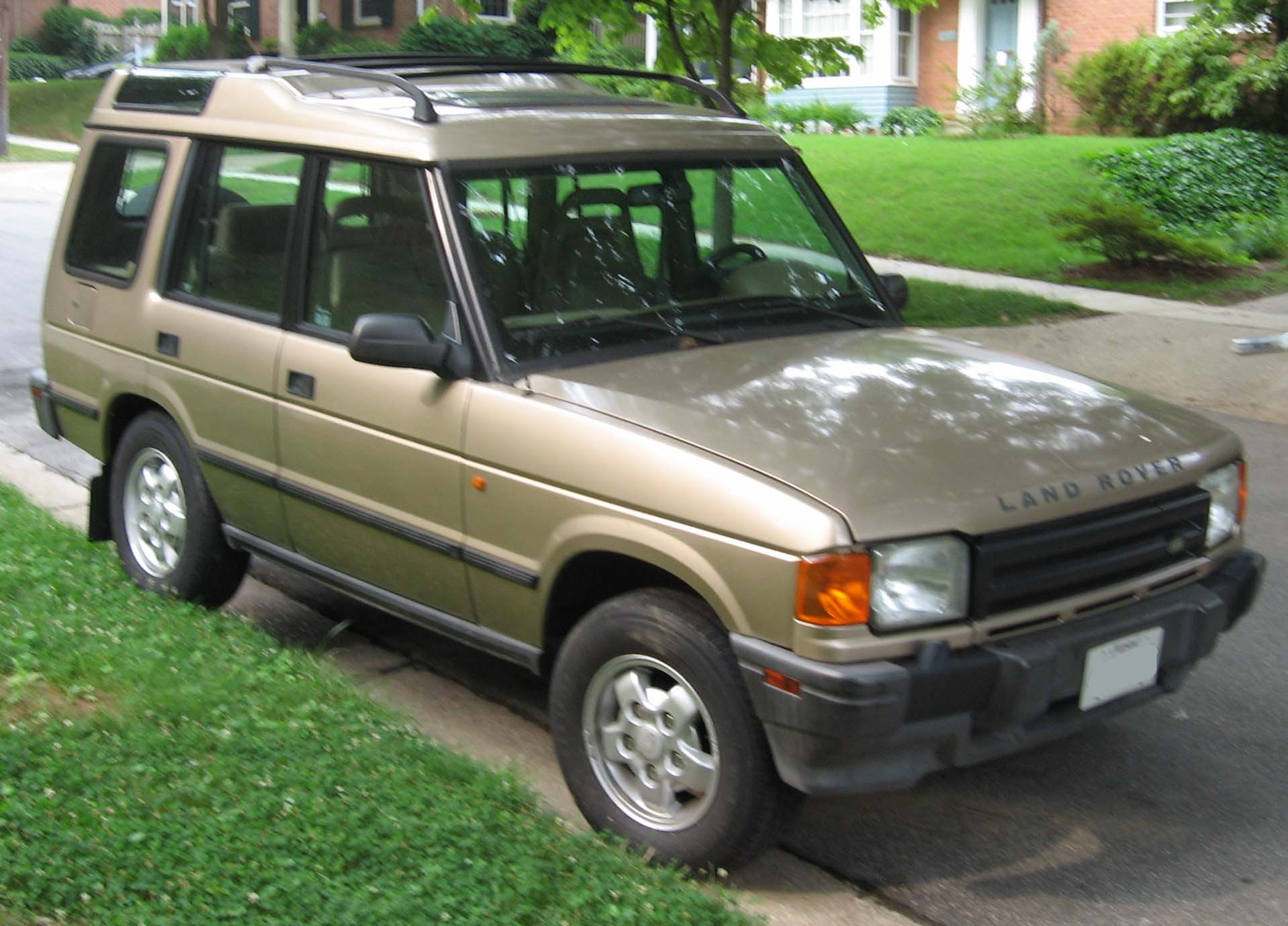
Land Rover Discovery Serie I para el mercado estadounidense.

En 1994 se hicieron muchos cambios al Discovery I; los motores 200Tdi y 3.5L V8 fueron reemplazados por motores Rover V8 300Tdi 2.5L y 3.9L introduciendo un control electrónico de emisiones Bosch para ciertos modelos y mercados. Sobre ese tiempo, se equiparon todos los modelos manuales con una caja de cambios R380 más fuerte. Los modelos nuevos llevaban faros más grandes y un segundo juego de luces traseras en el parachoques.
Una molestia notoria con estas nuevas luces traseras fue que el cableado fue cambiado varias veces para encajar con la legislación europea sobre seguridad. Algunos vehículos quedaron con un equipo frustrante donde el parachoques, vulnerable, contiene las únicas luces intermitentes; otros ejemplos tienen estas luces duplicadas.
Los diseñadores del modelo original se vieron forzados a economizar y a usar partes de por entonces la compañía madre, Rover. La serie 200 usó la estructura básica del Range Rover, manillas de puerta del Morris Marina, luces traseras del Austin Maestro, caja de cambios e instrumentación de partes del Grupo Austin Rover. El favor fue devuelto cuando el nuevo salpicadero del Discovery fue también parte del lavado de cara de la primera generación del Range Rover, aunque con pequeñas diferencias que reflejaban un estatus más elevado, como un reloj analógico en vez de digital.
1995 (año del modelo) fue el primer año en el que el Discovery fue vendido en los Estados Unidos. Se incorporaron los airbags en el diseño del modelo de 1995 para cumplir con los requisitos de las regulaciones sobre vehículos de motor de EE. UU., aunque no se equiparon de forma estándar en todos los mercados. Los modelos de 1995 vendidos en EE. UU. utilizaban el motor V8 3.9L de Range Rover, y en modelos posteriores se incrementó a 4.0L. 
Como todos los vehículos Land Rover diseñados desde los modelos de Land Rover Defender, tiene tracción a las cuatro ruedas permanente con bloqueo de diferencial en la caja de transferencia. Al igual que en la mayoría de los Land Rover, el freno de mano actúa sobre la transmisión, en la parte trasera de la caja de transferencia.
En Japón, se ofreció el Discovery con el nombre Honda Crossroad. (La Rover estaba relacionada con Honda desde principios de la década de 1980. La relación terminó después de que Rover fuera tomada por BMW en 1994). (Honda revivió la marca 'Crossroad' en otro pequeño vehículo deportivo en 2007). La única diferencia entre ambos eran los logotipos.

### Motorizaciones
| Periodo                        | 1989-1998                                          | 1989-1990                                          | 1990-1994                                          | 1994-1998                                                               | 1989-1994                                                               | 1994-1998                                                               |       |       |
| Identificación del motor       | Rover T-Series                                     | Rover V8                                           | Rover V8                                           | Rover V8                                                                | Rover 200 Tdi                                                           | Rover 300 Tdi                                                           |       |       |
| Tipo de motor                  | L4 16v DOHC, inyección multipunto                  | V8 16v OHV, doble carburación                      | V8 16v OHV, inyección multipunto                   | V8 16v OHV, inyección multipunto                                        | L4 8v OHV, inyección directa, turbo, intercooler                        | L4 8v OHV, inyección directa, turbo, intercooler                        |       |       |
| Diámetro x carrera             | 84.5 mm × 88.9 mm                                  | 88.9 mm × 71.1 mm                                  | 88.9 mm × 71.1 mm                                  | 94.0 mm × 71.1 mm                                                       | 90.5 mm × 97.0 mm                                                       | 90.5 mm × 97.0 mm                                                       |       |       |
| Cilindrada                     | 1994 cm³                                           | 3532 cm³                                           | 3532 cm³                                           | 3947 cm³                                                                | 2495 cm³                                                                | 2495 cm³                                                                |       |       |
| Relación de compresión         | 10.0: 1                                            | 8.1: 1                                             | 8.1: 1                                             | 9.4: 1                                                                  | 19.5: 1                                                                 | 19.5: 1                                                                 |       |       |
| Potencia máxima: CV (kW) @ rpm | 136 CV (100 kW) @ 6000                             | 146 CV (107 kW) @ 5000                             | 155 CV (114 kW) @ 4750                             | 182 CV (134 kW) @ 4750                                                  | 113 CV (83 kW) @ 4000                                                   | 113 CV (83 kW) @ 4000                                                   |       |       |
| Par máximo: Nm @ rpm           | 190 Nm @ 3600                                      | 258 Nm @ 2800                                      | 261 Nm @ 2800                                      | 312 Nm @ 3100                                                           | 265 Nm @ 1800                                                           | 265 Nm @ 1800                                                           |       |       |
| Tracción                       | Total                                              | Total                                              | Total                                              | Total                                                                   | Total                                                                   | Total                                                                   | Total | Total |
| Transmisión                    | Manual, 5 velocidades (Leyland Transmission LT77S) | Manual, 5 velocidades (Leyland Transmission LT77S) | Manual, 5 velocidades (Leyland Transmission LT77S) | Manual, 5 velocidades (Rover R380) Automática, 4 velocidades (ZF 4HP22) | Manual, 5 velocidades (Rover R380) Automática, 4 velocidades (ZF 4HP22) | Manual, 5 velocidades (Rover R380) Automática, 4 velocidades (ZF 4HP22) |       |       |
| Peso                           | 1890 kg                                            | 2060 kg                                            | 1905 kg                                            | 1950 kg                                                                 | 2010 kg                                                                 | 2025 kg                                                                 |       |       |
| Aceleración (0-100 km/h)       | 15.9 s                                             | 13.5 s                                             | 12.5 s                                             | 11.5 s                                                                  | 17.9 s                                                                  | 18.5 s                                                                  |       |       |
| Velocidad máxima               | 158 km/h                                           | 163 km/h                                           | 163 km/h                                           | 170 km/h                                                                | 147 km/h                                                                | 147 km/h                                                                |       |       |
| Consumo combinado (L/100 km)   | 12.8                                               | 15.6                                               | 15.3                                               | 14.9                                                                    | 8.6                                                                     | 8.6                                                                     |       |       |

## Discovery Serie II - L318 (1998-2004)

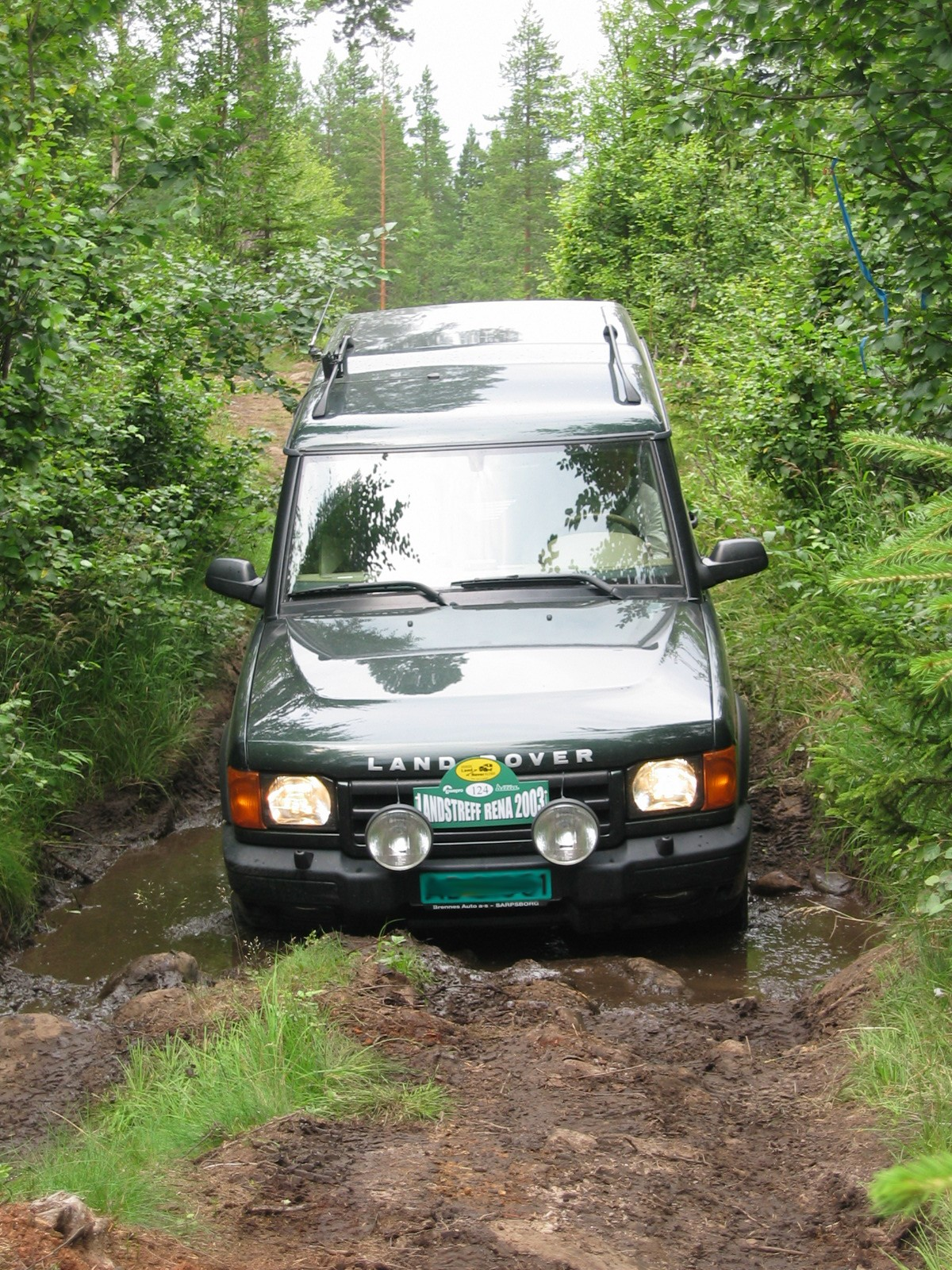
Discovery Serie II.

Discovery Serie II debutó en 1998. El interior y el exterior fueron rediseñados para ser menos utilitarios, pero aún eran muy similares a la Serie I. Sin embargo, todos los paneles de la carrocería eran nuevos (e incompatibles) excepto el exterior de la puerta trasera. El voladizo trasero se extendió para mejorar el espacio de carga y la posibilidad de montar dos asientos adicionales en el sentido de la marcha y utilizables de forma confortable por adultos. Aunque el excesivo saliente trasero que tuvo un impacto negativo en la conducción fuera de carretera. Sin embargo, la conducción fuera de carretera seguía siendo impresionante y, en términos prácticos, era más relevante la elección de neumáticos. Los cambios en los motores de los modelos diésel dieron lugar al motor de 2495cc TD5 (5 cilindros de inyección directa en línea) en los modelos Defender actualizados. Este motor controlado electrónicamente era más suave, produciendo un par motor más útil a revoluciones menores que su predecesor 300 Tdi. El motor Td5 se le atribuye comúnmente a BMW pero el motor derivaba del motor Rover L-Series desarrollado por Land Rover. La versión V8 fue incrementada a 4.0 litros al mismo tiempo. Algunas versiones se equiparon con ACE (Active Cornering Enhancement, un sistema de barra anti-vuelco hidráulica controlada electrónicamente). Algunos modelos se equiparon con control antibalanceo.

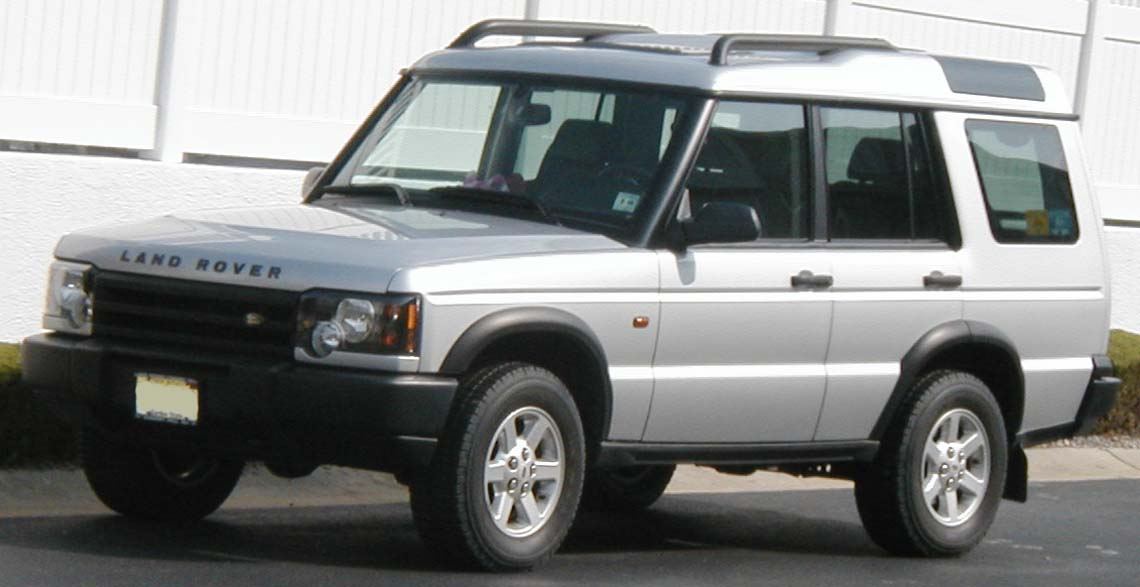
Discovery II Renovado.

Seguía equipado con bloqueo de diferencial, aunque no se incluyó la conexión para operar con él, ya que Land Rover creía que el control de tracción y el recién desarrollado Sistema de Control de Descenso lo haría redundante. En 2002, los modelos de EE. UU. ya no incorporaban ese mecanismo. En ese tiempo. el mecanismo fue eliminado en los modelos europeos del 2002 y permaneció así hasta que se introdujo un modelo renovado a finales del mismo año. La demanda hizo que el mecanismo y los controles se reinstalaran como un coste opcional en los modelos británicos. Los modelos renovados son fácilmente identificables por sus nuevos faros, los cuales coinciden con el Range Rover y el renovado Freelander. Sin embargo, como los modelos anteriores, esto puede ser engañoso ya que los kits están disponibles para modificar los vehículos de 1998 - 2002 con las nuevas luces.
Se produjo un pequeño número de modelos comerciales Discovery II por Vehículos Especiales de Land Rover, basados en cinco puertas con las ventanas tintadas para dar seguridad. Los vehículos normales se exportaron a la República de Irlanda, donde las ventanas traseras fueron rotas y los asientos traseros destruidos para ofrecer un modelo que evitaba una tasa de registro de vehículos desmesurada (ahorrando aproximadamente un 40%).
Los vehículos comerciales vinieron con control de balanceo trasero como estándar. La última revisión de este vehículo, de la rama 'Pursuit' venía con climatizador, barras en el techo, y navegador de serie.

### Motorizaciones
| Periodo                        | 1998-2004                                                               | 2002-2004                            | 1998-2004                                                               |       |       |       |       |       |
| Identificación del motor       | Rover V8                                                                | Rover V8                             | Rover Td5                                                               |       |       |       |       |       |
| Tipo de motor                  | V8 16v OHV                                                              | V8 16v OHV                           | L5 10v SOHC, inyección directa, turbo, intercooler                      |       |       |       |       |       |
| Diámetro x carrera             | 94.0 mm × 71.1 mm                                                       | 94.0 mm × 82.0 mm                    | 84.5 mm × 89.0 mm                                                       |       |       |       |       |       |
| Cilindrada                     | 3947 cm³                                                                | 4552 cm³                             | 2498 cm³                                                                |       |       |       |       |       |
| Relación de compresión         | 9.4: 1                                                                  | 9.4: 1                               | 19.5: 1                                                                 |       |       |       |       |       |
| Potencia máxima: CV (kW) @ rpm | 185 CV (136 kW) @ 4750                                                  | 220 CV (162 kW) @ 4750               | 139 CV (102 kW) @ 4200                                                  |       |       |       |       |       |
| Par máximo: Nm @ rpm           | 340 Nm @ 2600                                                           | 407 Nm @ 2600                        | 300 Nm @ 1950                                                           |       |       |       |       |       |
| Tracción                       | Total                                                                   | Total                                | Total                                                                   | Total | Total | Total | Total | Total |
| Transmisión                    | Manual, 5 velocidades (Rover R380) Automática, 4 velocidades (ZF 4HP22) | Automática, 4 velocidades (ZF 4HP22) | Manual, 5 velocidades (Rover R380) Automática, 4 velocidades (ZF 4HP22) |       |       |       |       |       |
| Peso                           | 2020 kg                                                                 | 2105 kg                              | 2075 kg                                                                 |       |       |       |       |       |
| Aceleración (0-100 km/h)       | 11.7 s                                                                  | 9.9 s                                | 15.3 s                                                                  |       |       |       |       |       |
| Velocidad máxima               | 170 km/h                                                                | 185 km/h                             | 157 km/h                                                                |       |       |       |       |       |
| Consumo combinado (L/100 km)   | 16.6                                                                    | 18.1                                 | 9.4                                                                     |       |       |       |       |       |

## Discovery Serie III (2004-2009)

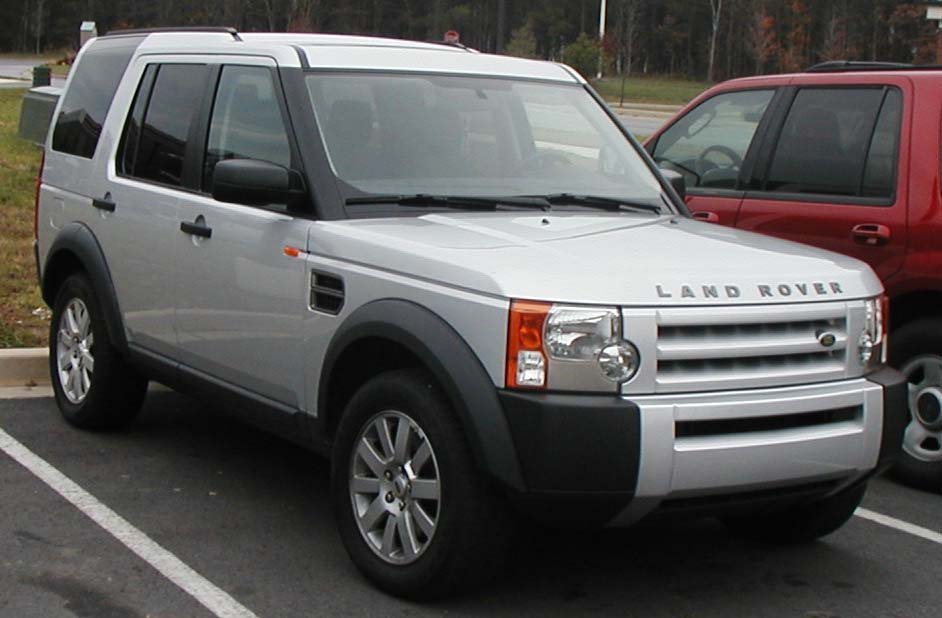
Land Rover LR3.

El 2 de abril de 2004, los propietarios de Ford Motor Company introdujeron el nuevo Discovery 3 (o LR3 en América del Norte) como modelo 2005.
A pesar de que Discovery Serie II era un vehículo popular y muy capaz, su chasis, suspensión y ejes habían cambiado un poco desde el lanzamiento del Discovery original en 1989. De hecho, ese vehículo utilizaba en esencia las mismas bases que el Range Rover original, lanzado en 1970. Discovery II estaba empezando a perder ventas en favor de otros todoterrenos japoneses más sofisticados  (como el Toyota Land Cruiser y Mitsubishi Montero) y todoterrenos europeos más "deportivos" (como el BMW X5 y Mercedes-Benz Clase M). Se había planeado un vehículo de reemplazo durante años, pero el proyecto se retrasó muchas veces debido a la disolución del grupo Rover en 2000 y a la necesidad de reemplazar el Range Rover en 2001.
El Discovery 3 fue un diseño enteramente nuevo. Su estilo sigue siendo el del Land Rover tradicional, con la funcionalidad dictando la apariencia, con cantidad de líneas horizontales y verticales. Contiene las características clave del Discovery. Para América del Norte, se eligió el nombre LR3 debido a las asociaciones cualitativamente negativas que tenía el nombre Discovery.
Acerca de la construcción, Land Rover desarrolló un método nuevo el cual llamaron Integrated Body Frame (IBF). Los modelos Discovery anteriores habían usado un chasis tradicional y fuerte. Mientras que era resistente en el empleo fuera de carretera, estos eran pesados y duros de manejar en carretera.
Los vehículos monocasco son más rígidos, permitiendo un manejo mejorado a alta velocidad, pero que puede ser dañado por el estrés causado por el uso duro fuera de carretera. En el cuerpo IBF, el compartimento del pasajero y del motor está construido como monocasco, el cual contiene la caja de cambios y la suspensión. Combina las virtudes de los dos sistemas, pero hace del Discovery 3 un vehículo pesado para su tamaño, empeorando el rendimiento en carretera y la agilidad fuera de carretera, especialmente en suelo suave como la arena. Esta fue una de las razones por la que el nuevo Discovery llegó a ser el primer Land Rover que ofrecía un bloqueo de diferencial trasero.
Otro gran cambio fue el equipamiento de una suspensión independiente (Fully independent suspension FIS)- Como el Range Rover Serie III, este era un sistema de suspensión neumática, el cual permitía alterar la altura del vehículo simplemente inflando o desinflando las bolsas de aire. El vehículo puede ser elevado fuera de carretera para permitir una vista más despejada, pero disminuir su altura a altas velocidades para mejorar la conducción. FIS ha sido vista como inferior a anteriores sistemas de suspensión fuera de carretera debido a su tendencia de hacer que el vehículo toque tierra. Land Rover, para resolver este problema cuando fuera necesario, desarrolló la suspensión neumática cruzada en la que la suspensión emula la acción de su predecesora (lo que una cae, la otra se levanta). Es más, si el chasis del vehículo toca el suelo cuando la suspensión estaba en la altura para terrenos ásperos, el sistema detecta la reducción de carga y eleva el vehículo una pulgada extra. En Reino Unido y mercados europeos, se ofreció el modelo base con sistema de suspensión independiente de muelles. Este modelo era único, teniendo sólo cinco asientos y siendo solamente disponible con motor diésel de 2.7 litros. Este modelo carecía del sistema Terrain Response (ver abajo).
Todo esto fue diseñado para hacer del nuevo vehículo, adecuado para el cambio del mercado de los 4x4. La habilidad fuera de carretera acabó siendo menos importante en comparación con el manejo en carretera. Land Rover estuvo determinado en que el Discovery 3 mantuviera la reputación de la rama como un vehículo de alto rendimiento fuera de carretera, mientras que también era bueno en carretera. 
Mientras que el Discovery 3 no era tan bueno en competición, mejoró mucho sobre modelos anteriores y sus credenciales fuera de carretera permanecieron intactas.
Los motores utilizados en el Discovery 3 fueron tomados de la compañía hermana de Land Rover, Jaguar. 2.7 litros, 190 cv motor diésel V6 440Nm (se quiso que el TdV6 fuera el más vendido en Europa). Para el mercado británico, y como opción de alto rendimiento en cualquier otra parte, se eligió el motor V8 de 4.4 litros y 300 caballos (223 kW). En América del Norte y Australia estaba disponible el motor de Ford V6 de 4.0 litros y 216 caballos. Antes del lanzamiento, hubo rumores de que Land Rover introduciría la unidad diésel en el mercado americano, pero el uso de diésel con alto contenido en sulfuro, para el que los motores TdV6 no estaban diseñados hizo que ese rumor fuera improbable.
La caja de cambios en el Discovery 3 también era nueva. Para el motor diésel, el estándar era una caja de cambios manual de seis velocidades. De forma opcional, y como estándar en motores V8, estaba disponible una transmisión automática de seis velocidades. Ambos venían con una caja de transferencia de dos velocidades y tracción permanente a las cuatro ruedas. Un ordenador controla el bloqueo progresivo del diferencial central, asegurando la tracción en momentos delicados. Disponía de un diferencial similar en el eje trasero para tracción de ayuda.
El Discovery 3 estaba equipado con sistemas electrónicos de ayuda al conductor. Control de descenso (HDC) prevenía que el vehículo 'resbalara' cuando se descienden gradientes y el control electrónico de tracción a las cuatro ruedas (4ETC) prevenía que la rueda girara en condiciones de baja tracción. También incorporaba control de estabilidad y control de tracción.
Probablemente, la característica más grande del nuevo vehículo fue el innovador sistema 'Terrain Response' (este sistema ganó un 'Popular Science Award' en 2005). Previamente, la conducción fuera de carretera era una habilidad que muchos conductores encontraban desalentadora. Se necesitaba un conocimiento profundo del vehículo para ser capaz de seleccionar la marcha adecuada, ratio de transferencia, varios sistemas de diferenciales y varias técnicas maestras para atravesar colinas, agua profunda y otros terrenos difíciles. 'Terrain Response' trato de facilitar tanto como fue posible estas dificultades. El conductor seleccionaba un tipo de terreno en un dial en la cabina del vehículo (las opciones son "Arena", "Hielo/Hierba/Nieve", "Barro/Surcos" y "Rocas"). El ordenador de a bordo selecciona la configuración correcta de la caja de cambios, ajuste de la altura de suspensión, ajuste del bloqueo de diferencial e incluso alterar la respuesta del motor de acuerdo con el terreno. Por ejemplo, en "Rocas", la suspensión es elevada a la máxima altura, los diferenciales se bloquean, y la respuesta del regulador se altera para proporcionar control a baja velocidad. En modo "Arena", el sistema de control de tracción es primordial para ser más sensible a los derrapes, los bloqueos de diferencial están parcialmente bloqueados y el regulador de respuesta es remapeado para producir salidas más potentes con un pequeño movimiento de pedal. El conductor mantiene un control manual sobre los sistemas fuera de carretera, siendo capaz de seleccionar el ratio de la caja de transferencias, la altura de la suspensión manualmente, aunque el uso del sistema Terrain Response es necesario para permitir el uso completo de las capacidades del vehículo.
Además de los nuevos sistemas mecánicos y electrónicos, el Discovery 3 introdujo muchos más diseños avanzados y modernos para el interior y el exterior del vehículo. La apariencia del Discovery original de 1989 estaba determinada por fondos limitados y el consecuente uso de componentes de la primera generación de Range Rover. Esto continuó influyendo a la Serie II. El Discovery 3 era capaz de tener un estilo fresco y minimalista. El interior mejoró notablemente, con siete asientos flexibles. Al contrario que en los modelos más viejos, los adultos podían usar los siete asientos. Los pasajeros de la fila de asientos trasera entraban por las puertas laterales traseras en vez del portón trasero de los modelos anteriores. El conductor se beneficiaba de un moderno DVD y sistema de navegación. Este sistema era único para Land Rover porque, además de la típica navegación en carretera, incluía navegación fuera de carretera e información del modo de tracción a las 4 ruedas. En ese modo, la pantalla mostraba un esquema del vehículo, indicando la cantidad de suspensión, movimiento, ángulo de las ruedas frontales, estado de los diferenciales de bloqueo e iconos indicando el modo en el que estaba configurado Terrain Response, y qué marcha estaba seleccionada en las versiones automáticas.
El vehículo fue bien recibido por la prensa en su lanzamiento, con el sistema Terrain Response, mejora en carretera y un diseño de interior inteligente. Otros indicaron que el motor diésel seguía sin ofrecer suficiente potencia en competición (especialmente dado el peso del vehículo), pero sobre todo el vehículo logró una puntuación alta. Un punto a favor en el lanzamiento del Discovery vino cuando Jeremy Clarkson del programa de motor Top Gear de la BBC condujo uno a la cima de Cnoc an Fhreiceadain, en Escocia a donde ningún otro vehículo había llegado. Richard Hammond, también de Top Gear lo alabó como "El mejor 4x4 de todos los tiempos".
En Australia, el vehículo recibió el premio "4WD of the Year" por virtualmente toda la prensa 4WD, impresionando a menudo a periodistas conservadores. Se aclamó por primera vez que la electrónica realmente mejora la seguridad de los sistemas mecánicos.
Entre los conductores de fuera de carretera y la comunidad entusiasta de Land Rover, el nuevo Discovery ganó aceptación gradualmente. Dadas las mejoras cualitativas del vehículo en carretera, muchos estaban preocupados de que las habilidades del vehículo fuera de carretera estuvieran comprometidas, y otros expresaron dudas acerca de confiar en sistemas electrónicos en condiciones extremas. Sin embargo, en 2006, dos años después del lanzamiento del vehículo, las habilidades y la confiabilidad han sido probadas tanto por la prensa como por propietarios privados. Land Rover y muchas otras compañías han desarrollado equipamiento para fuera de carretera para optimizar el uso del Discovery.
El Range Rover Sport está basado en la plataforma Discovery 3.

## Discovery Serie IV (2009-2016)

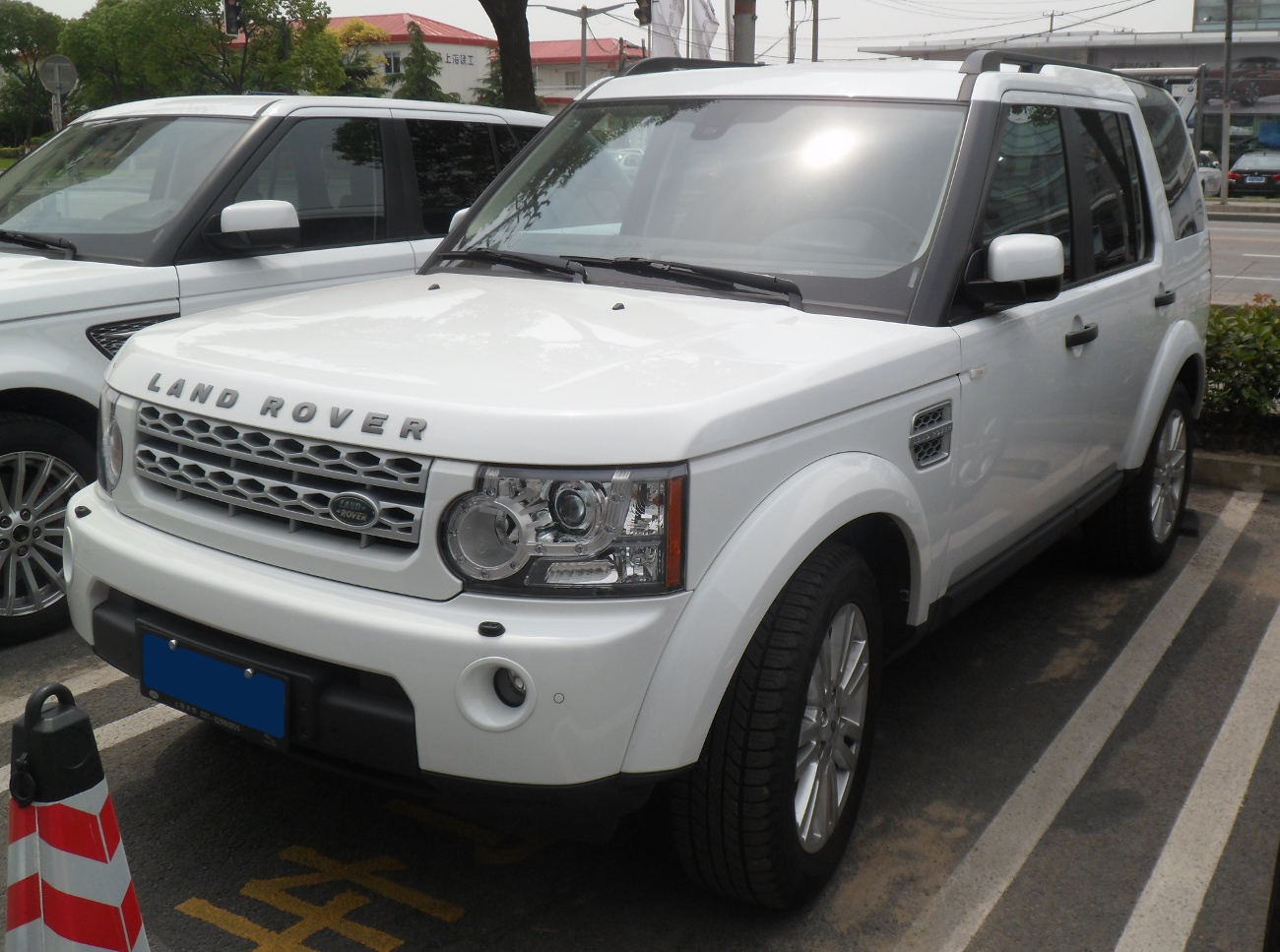
Land Rover Discovery IV fotografiada en Shanghái, China.

Presentado al público en 2009, este Discovery nombrado LR4 se basa en el antiguo LR3 con ciertas mejoras. Land Rover informó que este es un modelo completamente nuevo con más de 400 mejoras. La carrocería sufrió cambios en los faros delanteros y traseros, las rejillas laterales y la frontal. Se mejoró el sistema all terrain de Land Rover y se cambiaron los motores. Ahora se puede adquirir con el motor de procedencia Jaguar de 8 cilindros y 5000cc, que comparte con sus hermanos mayores el Range Rover Sport y el Range Rover, o con el usual TDV6. En los primeros años, el antiguo motor de 2.700cc y 190cv estuvo disponible, pero el Discovery 4 montó un nuevo motor diésel de 2.993cc y con potencias las potencias TDV6 con 211cv a SDV6 con 256cv.
El TDV6 tiene una aceleración en 10,7 segundos para alcanzar los 100 km/h. En cambio el SDV6 cuenta con la aceleración de 0-100 km/h en 9,3 segundos y con velocidad máxima de 180 km/h. En el motor TVD6 cuenta con 600 Nm a 2000 RPM y en el motor SVD6 cuenta con 700 Nm a 2000 RPM.
El Land Rover Discovery 2014 ha mantenido su restyling, el cual le es atractivo. Su forma rectangular y el espacio inmenso le permite transportar todo tipo de cosas aprovechando sus 1260 litros de maletero hasta la segunda fila pero si lo amplias hasta la primera obtendrás 2560 con los asientos delanteros con su espacio máximo para los pasajeros y con el mínimo se obtienen los 3000 litros.
El Land Rover Discovery 2014 tiene una suspensión neumática de serie la cual es sorprendente ya que te ayudará si es necesario, en el modo más bajo el vehículo mide 183 cm, con una altura al chasis de 18,5 cm, en modo normal el vehículo mide 189 cm, con una altura al chasis de 25,5 cm y en modo alto el vehículo mide 196 cm, con una altura al chasis de 32,5 cm.